# 耶謝伊湖
耶謝伊湖是俄羅斯中北部的大型淡水湖，位於克拉斯諾亞爾斯克邊疆區的北極圈內，海拔高度266米，長50公里、闊30公里，面積238平方公里，湖水來自5條河流，在每年10月結冰，直至翌年6月。